# خانه رزمجو
خانه رزمجو مربوط به اواخر دوره قاجار است و در شهرستان اصفهان، بخش کوهپایه، روستای قهی واقع شده و این اثر در تاریخ ۲۳ شهریور ۱۳۸۲ با شمارهٔ ثبت ۱۰۲۳۱ به‌عنوان یکی از آثار ملی ایران به ثبت رسیده است.